# Attentati di Christchurch
Gli attentati di Christchurch sono due attacchi terroristici con arma da fuoco avvenuti il 15 marzo 2019 a Christchurch, in Nuova Zelanda, che hanno causato la morte di 51 persone e il ferimento di altrettante. Il primo attacco è avvenuto alle 13:40 (UTC+13) presso la moschea di Al Noor mentre il secondo è avvenuto alle 13:51 presso il centro islamico di Linwood, entrambi i luoghi affollati da persone di religione musulmana che praticavano la preghiera del venerdì.
L'autore degli attentati di stampo islamofobo, un uomo australiano chiamato Brenton Harrison Tarrant di 28 anni vicino agli ambienti neofascisti, ha trasmesso il video in diretta Facebook. Sulle armi da lui utilizzate erano riportati nomi di storiche battaglie in cui i musulmani furono sconfitti (ad esempio quelle di Lepanto e di Tours) e nomi di personaggi storici o contemporanei responsabili di aver fatto guerra (in quanto comandanti militari) a persone di fede islamica e/o di aver ucciso persone di fede islamica.
È stato il più grande omicidio di massa della storia della Nuova Zelanda.

## Dinamica

### Moschea di Al Noor
Il terrorista ha iniziato a sparare ai fedeli alla moschea di Al Noor situata su Deans Avenue, intorno alle 13:40 (UTC+13). La polizia ha ricevuto la prima chiamata di emergenza alle 13:41. Tra le 300 e le 500 persone potrebbero essere state all'interno della moschea per la preghiera del venerdì al momento dell'attacco.
Il terrorista ha trasmesso in diretta i primi 17 minuti dell'attacco su un video in diretta su Facebook (indossava infatti un casco sul quale era montata una videocamera). Negli istanti prima della sparatoria, l'attentatore ha riprodotto The British Grenadiers, una tradizionale canzone di marcia dell'esercito britannico (in seguito all'attentato questa canzone divenne la canzone-simbolo dell'attentato), Gas Gas Gas, una canzone tratta dall'anime della serie manga Initial D, e Serbia Strong (anche detta popolarmente Remove Kebab), una canzone nazionalista serba della guerra in Bosnia ed Erzegovina che celebra Radovan Karadžić, colpevole di genocidio nei confronti dei musulmani bosniaci, e mentre raccoglieva le armi dalla sua auto poco prima di andare all'assalto disse "Let's get this party started" ("La festa comincia").
Entrato nella moschea, il terrorista vi ha trascorso diversi minuti all'interno, sparando indiscriminatamente ai presenti. Ha ucciso tre persone vicino all'ingresso e molte altre all'interno di una stanza più grande. L'attentatore si è poi avvicinato alle vittime ferite, sparando loro più volte. Uscito all'esterno della moschea, ha sparato ai presenti. Tornato al suo veicolo per prendere un'altra arma, è poi tornato all'interno dell'edificio uccidendo diverse persone già ferite in precedenza, molte delle quali impossibilitate a fuggire. L'uomo ha poi lasciato la moschea per la seconda volta e ucciso una donna all'esterno che, già ferita gravemente, chiedeva aiuto. Tornato alla sua auto, ha lasciato il luogo della strage passando sul cadavere della donna uccisa. Il video mostra che ha sparato anche dalla sua macchina dopo il primo attentato, viaggiando ad alta velocità, ad altre persone.
In auto, mentre si dirigeva verso il Linwood Islamic Centre, ha ascoltato Fire dei The Crazy World of Arthur Brown.

### Centro islamico di Linwood
Una seconda serie di sparatorie è iniziata alle 13:55 circa al Centro Islamico di Linwood, una moschea a 5 chilometri da quella di Al Noor. L'aggressore ha sparato a diverse persone fuori dalla moschea, uccidendone sette.
L'imam della moschea ha affermato che un fedele di nome Abdul Aziz Wahabzadah è riuscito a bloccare l'attentatore prima che potesse entrare nell'edificio. Wahabzadah ha raccontato ai media di essere uscito dalla moschea mentre l'attentatore tornava al suo veicolo per recuperare un'altra arma, di aver trovato un POS e averglielo lanciato addosso. Presa una nuova arma, l'attentatore ha iniziato a sparare a Wahabzadah, il quale, nascondendosi tra le auto parcheggiate, ha recuperato l'arma utilizzata precedentemente dall'attentatore per colpire la moschea. Nel frattempo Tarrant ha continuato a sparare alla moschea. Quando Tarrant è tornato alla sua auto per cambiare nuovamente arma, Wahabzadah ha lanciato l'arma scarica colpendo il parabrezza del veicolo dell'attentatore esplodendo. In seguito Tarrant si è dato alla fuga, a causa dell'imminente arrivo della polizia sul luogo.

## Vittime
Nell'attacco sono state uccise 51 persone: 42 alla moschea di Al Noor, 7 al Centro Islamico di Linwood e una che è morta successivamente all'ospedale di Christchurch. L'età delle vittime va dai 2 ai 71 anni. Secondo quanto affermato dal commissario Mike Bush alle 10:00 del 17 marzo 2019, 50 persone sono rimaste ferite, 36 persone sono state curate per ferite d'arma da fuoco all'ospedale di Christchurch, due delle quali erano in gravi condizioni.
Il primo ministro pakistano Imran Khan ha annunciato che Naeem Rashid sarebbe stato onorato con un premio nazionale per il suo coraggio durante gli attacchi. Rashid, che è stato ucciso nella moschea di Al Noor, è stato colpito nel tentativo di disarmare l'attentatore ed è morto dopo essere stato portato in ospedale.

## Attentatore
Nonostante le prime notizie riguardanti l'attacco parlassero di più persone autrici dell'attentato, in seguito si scoprì esserci un solo attentatore, un ventottenne australiano, Brenton Tarrant. Tarrant è stato arrestato dalla polizia in Brougham Street 36 minuti dopo la prima chiamata di emergenza. I filmati dei cellulari hanno mostrato che la sua auto era stata speronata contro il marciapiede da una vettura della polizia prima che venisse preso in custodia. Il primo ministro Jacinda Ardern ha dichiarato che il terrorista aveva intenzione di continuare l'attacco.
Tarrant, al momento dell'attacco, era residente a Dunedin. Aveva lavorato come personal trainer a Grafton, nel Nuovo Galles del Sud, dal 2009 al 2011. Intorno al 2012, aveva iniziato a visitare molti paesi in Asia e in Europa. Le autorità di Bulgaria e Turchia stanno indagando sulle sue visite alle rispettive nazioni. Aveva iniziato ad essere ossessionato dagli attacchi terroristici commessi da estremisti islamici nel 2016 e nel 2017 e iniziato a pianificare un attacco circa due anni prima delle sparatorie e scelto i suoi obiettivi con tre mesi di anticipo. Nel 2015 ha compiuto un viaggio in Ucraina ed è entrato in contatto con gruppi di estrema destra. Gli investigatori sospettano che sia entrato in contatto anche con organizzazioni ecofasciste, mentre visitava l'Europa.
Il 27 agosto 2020 Brenton Tarrant è stato condannato all'ergastolo senza condizionale; si tratta della prima applicazione di tale pena, la massima dell'ordinamento neozelandese.
Tarrant sostiene di essere l'autore di un manifesto di 74 pagine intitolato The Great Replacement, un riferimento alle teorie del complotto "The Great Replacement conspiracy theory" e "White genocide conspiracy theory". Un ramo del Movimento Azov, collegato al Battaglione Azov, ha successivamente diffuso il manifesto sia online che a mezzo stampa in Ucraina.

## Armi
Secondo quanto affermato dalla premier neozelandese Jacinda Ardern, Tarrant ha ottenuto il porto d'armi nel novembre 2017 e avrebbe acquisito la prima pistola il mese successivo. La polizia ha recuperato cinque armi sulla scena: due pistole semiautomatiche, due fucili e un'arma ad azionamento a leva. Le pistole e i caricatori usati erano coperte da scritte bianche che riportavano eventi storici o nomi di persone legati a conflitti storici, guerre e battaglie tra musulmani e cristiani europei, nonché i nomi delle recenti vittime di attacchi terroristici islamici e i nomi di attentatori contro musulmani o persone di colore come Josué Estébanez, Anton Lundin Pettersson, Alexandre Bissonnette e Luca Traini.

## Reazioni

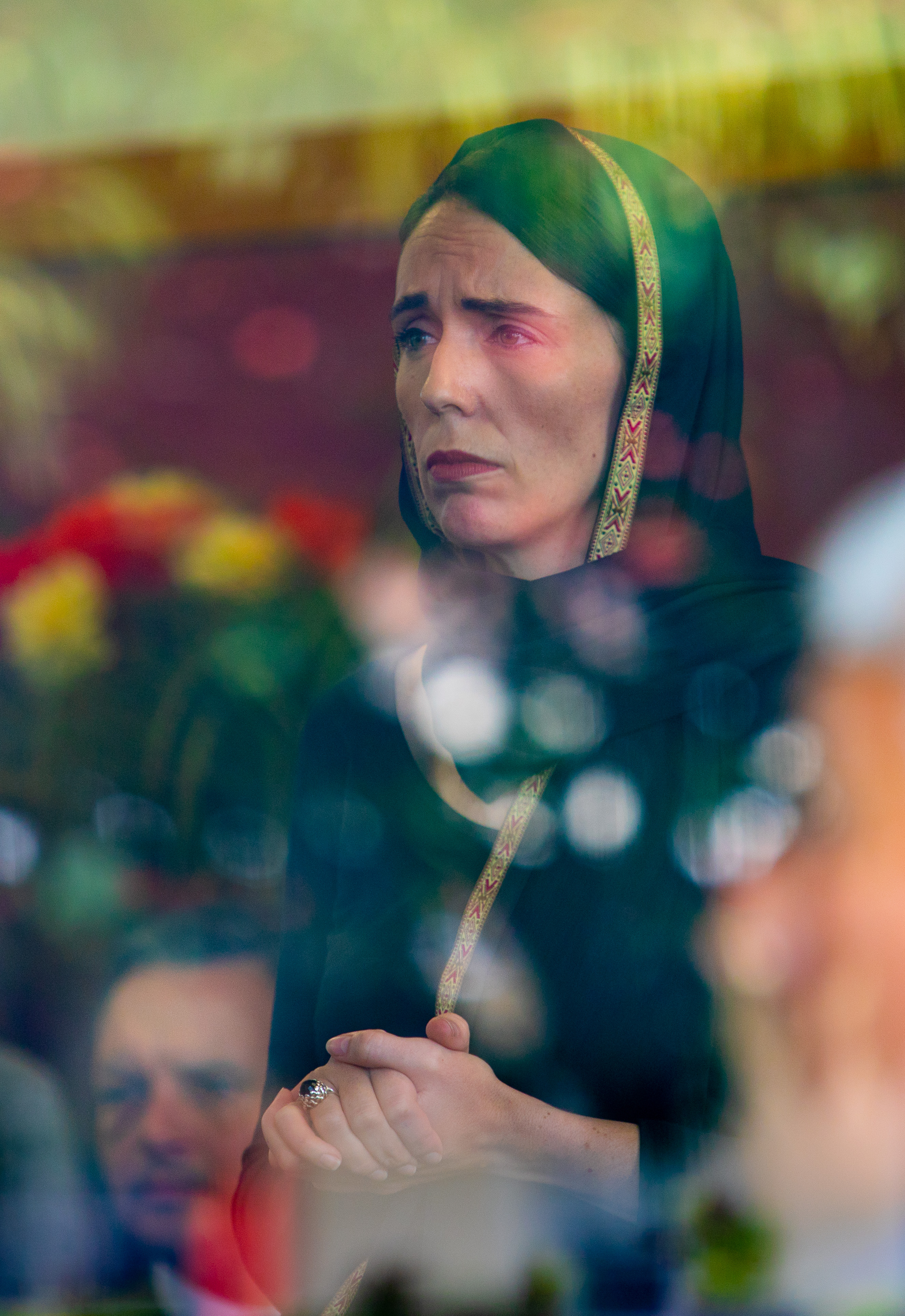
Jacinda Ardern in visita presso la comunità musulmana di Christchurch il giorno dopo gli attentati

Il primo ministro neozelandese Jacinda Ardern ha definito l'attentato un "atto di violenza estrema e senza precedenti" e ha dichiarato "questo è uno dei giorni più bui della Nuova Zelanda". Lo ha anche descritto come un attacco terroristico ben pianificato. Il sindaco di Christchurch, Lianne Dalziel, ha affermato di non aver mai pensato che un atto del genere sarebbe potuto accadere in Nuova Zelanda. Elisabetta II del Regno Unito, in qualità anche di regina della Nuova Zelanda, ha dichiarato di essere "profondamente rattristata" dall'attacco.
Politici e leader mondiali hanno condannato gli attacchi, con alcuni che attribuiscono l'attacco alla crescente islamofobia. L'autore ha citato Donald Trump come "un simbolo di rinnovata identità bianca e scopo comune", ma ha denunciato la sua leadership e le sue politiche. Quando al presidente Trump è stato chiesto se pensava che "i nazionalisti bianchi fossero una minaccia crescente in tutto il mondo", ha risposto "Non lo so davvero, penso che sia un piccolo gruppo di persone che ha problemi molto, molto seri."
A marzo del 2019, il presidente turco Erdoğan ha diffuso una nota nella quale affermava che “come leader che ha ripetutamente sottolineato che il terrorismo non ha religione, lingua o razza, mi rifiuto categoricamente qualsiasi tentativo di associare gli attacchi terroristici della scorsa settimana con gli insegnamenti, la morale o le massime del cristianesimo”. Durante una campagna elettorale per le elezioni locali, ha dichiarato inoltre che politici ed opinionisti occidentali non mancarono di collegare gli attacchi dell'ISIS al mondo musulmano, e che l'attentato stesso sarebbe stato parte di un piano contro l'Islam e la Turchia, pronta a vincere gli australiani in una "nuova battaglia di Gallipoli".